# David Dorfman
David Benjamin Dorfman (* 7. Februar 1993 in Los Angeles, Kalifornien) ist ein ehemaliger US-amerikanischer Schauspieler und nunmehriger Jurist.

## Leben und Karriere
David Dorfman wirkte ab dem Alter von sechs Jahren in zahlreichen großen Kinoproduktionen mit, so etwa in Ring, The Ring 2 sowie Michael Bay’s Texas Chainsaw Massacre und Drillbit Taylor – Ein Mann für alle Unfälle. Wegen einer gewissen Ähnlichkeit mit dem Schauspieler Robert Downey Jr. spielte David Dorfman sowohl die jüngere Version von Downey in dem Film The Singing Detective, als auch Downeys Sohn in der Serie Ally McBeal. Weitere Serien, in denen David Dorfman mitwirkte, sind Die himmlische Joan und Family Law.
Nach der Fernsehserie Zombie Roadkill verließ Dorfman 2010 das Schauspielgeschäft und studierte an der Harvard Law School der Harvard University, wo er inzwischen sein Jurastudium erfolgreich abgeschlossen hat.
David Dorfman arbeitet mittlerweile als juristischer Berater im US-Repräsentantenhaus. Zunächst war er von Oktober 2017 bis Januar 2019 Legal Counsel des kalifornischen Abgeordneten Brad Sherman, danach bis April 2021 im Stab der New Yorker Kongressabgeordneten Yvette Clarke als Berater tätig. Seit April 2021 ist er Berater im United States House Committee on Homeland Security.

## Filmografie (Auswahl)
- 1999: Invisible Child
- 1999: Galaxy Quest – Planlos durchs Weltall (Galaxy Quest)
- 2000: Panic
- 2000: Bounce – Eine Chance für die Liebe (Bounce)
- 2002: Ring (The Ring)
- 2002: 100 Mile Rule
- 2003: The Singing Detective
- 2003: Michael Bay’s Texas Chainsaw Massacre (The Texas Chainsaw Massacre)
- 2003: Gefangene der Zeit (A Wrinkle in Time)
- 2005: Ring 2 (The Ring Two)
- 2006: Ghost Whisperer – Stimmen aus dem Jenseits (Ghost Whisperer, Fernsehserie, eine Folge)
- 2008: Drillbit Taylor – Ein Mann für alle Unfälle (Drillbit Taylor)
- 2010: Zombie Roadkill (Fernsehserie, 6 Folgen)